# Centro de Eventos
Centro de eventos es la décima estación de la Línea Este del Metro de Fortaleza. Esta estación todavía en construcción atenderá el área del Centro de Eventos de Ceará (CEC).

## Características
Implantada en el eje de la Avenida Washington Soares a la altura de la calle Romeu Aldigueire. Además de la atención que cautiva la Avenida Washington Soares, área de grandes empresas comerciales y residenciales, proporcionará excelentes condiciones de accesibilidad al Centro de Eventos de Ceará. La estación contará con dos accesos: uno en el área del centro de eventos y el otro junto a la calle Romeu Aldigueire, del lado opuesto de la avenida, junto a este segundo acceso será implantado un conjunto de salas técnicas y operacionales y un pequeño grupo de comercios junto a la avenida. Junto a los dos accesos existirá también una bahía de embarque y desembarque de pasajeros.
- Datos: Q17854287